# Dgħajsa

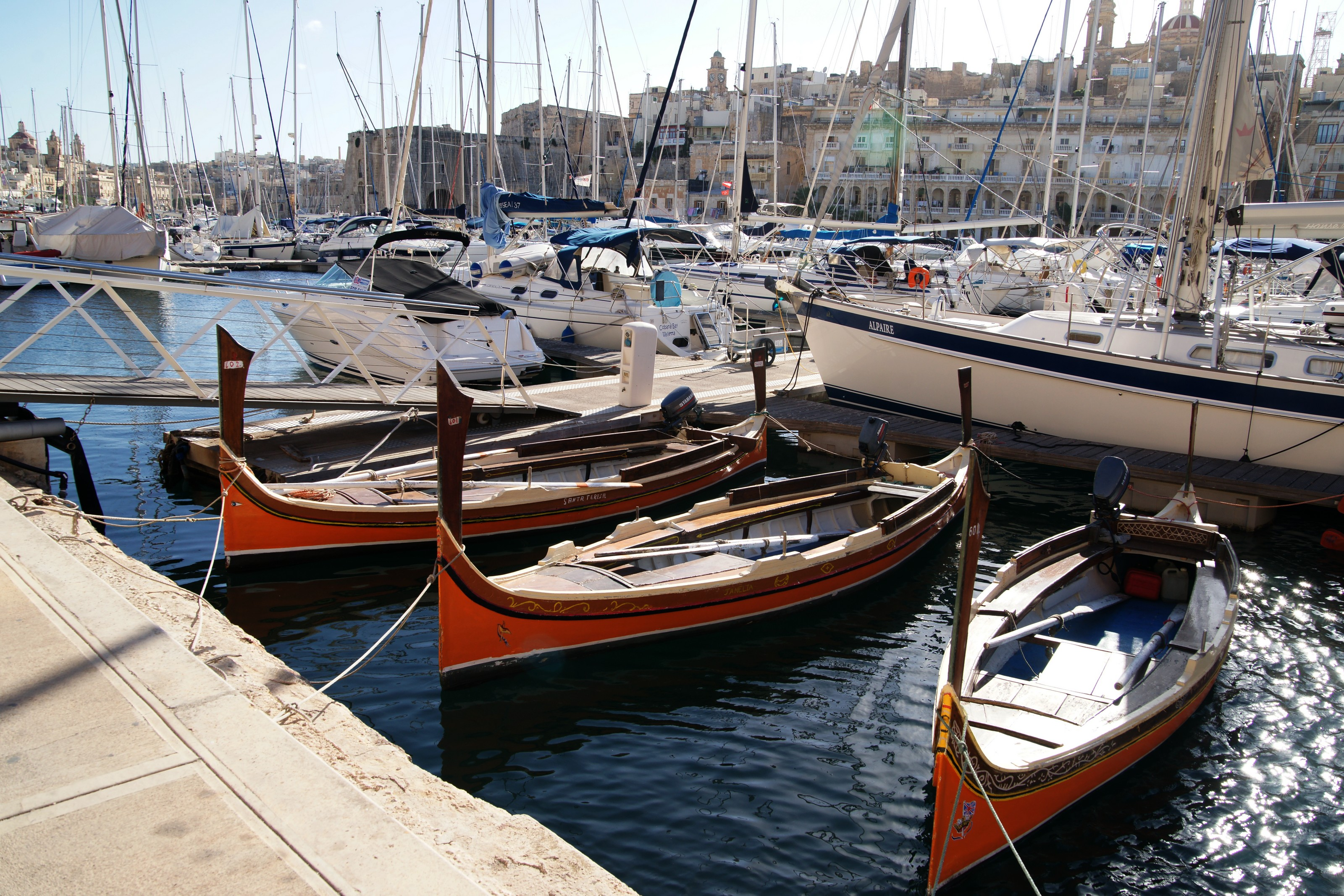
Dgħajjes em Birgu em 2013

O dgħajsa tal-pass é um táxi aquático tradicional de Malta. Muitas vezes é simplesmente referido como o dgħajsa (pronúncia maltesa: [dɐɪsɐ], pl. dgħajjes [dɐɪjɛs] ), mas esta palavra refere-se a qualquer tipo de barco na língua maltesa. O barco desenvolvido no século 17, e foi amplamente utilizado para transportar passageiros no Grand Harbour e Marsamxett Harbour entre os séculos XVIII e XX. Seu uso diminuiu no final do século XIX, e hoje poucos dgħajjes permanecem em operação transportando turistas pelos portos. Variantes dos barcos ainda são amplamente utilizadas em regatas de remo realizadas duas vezes por ano.

## Descrição

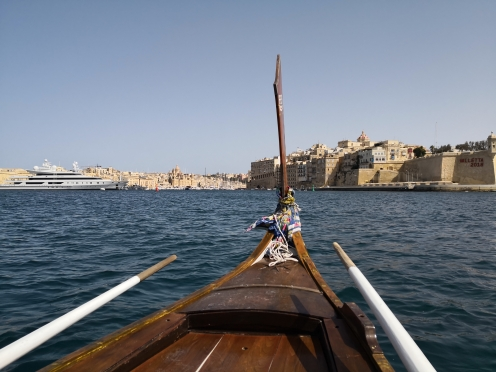
A haste dianteira de um dgħajsa

Como o dgħajsa tal-pass é usado para transportar passageiros dentro dos portos, ele é leve e a madeira usada na sua construção não é tão forte quanto a de outros barcos como o kajjik, luzzu ou barco Gozo, que transportavam cargas maiores e viajavam mais distâncias. Os primeiros dgħajjes tinham uma haste dianteira inclinada e sem tábuas de lavar, mas o último recurso estava em uso em meados do século XVIII. As hastes em ambas as extremidades do barco foram introduzidas no final do século XVIII. No século XIX, os barcos geralmente tinham uma haste dianteira ligeiramente curvada, mas esta foi substituída por uma reta no início do século XX. As peças de proa e popa altas parecem ser ornamentais, mas são úteis no manuseio do barco e no embarque e desembarque de passageiros.
Acredita-se que os dgħajjes começaram a ser pintados com cores brilhantes no final do século XVIII e, em meados do século XIX, muitas vezes ostentavam o Olho de Hórus. Na década de 1880, muitos dos barcos foram decorados com elaborados desenhos florais que variavam de barco para barco.

## Legado

Emblema de Malta, 1975-1988

O dgħajsa apareceu no emblema de Malta, que foi usado de 1975 a 1988.